# الشين (قرية)
الشين إحدى قرى مركز قطور التابع لمحافظة الغربية بجمهورية مصر العربية.

## التاريخ
قرية الشين من القرى القديمة، واسمها الأصلي وقت الفتح الإسلامي لمصر سيشن، وقد وردت باسم شيشين الكوم في أعمال الغربية ضمن قرى الروك الصلاحي التي أحصاها ابن مماتي في كتاب قوانين الدواوين، كما وردت باسم شيشين الكوم في أعمال الغربية ضمن قرى الروك الناصري التي أحصاها ابن الجيعان في كتاب «التحفة السنية بأسماء البلاد المصرية». كان اسمها في تربيع سنة 933هـ/1527م الذي أجراه الوالي العثماني سليمان باشا الخادم في عصر السلطان العثماني سليمان القانوني الشين ضمن قرى ولاية الغربية، وفي تاريخ 1228هـ/1813م الذي عدّ قرى مصر بعد المسح الذي قام به محمد علي باشا باسم الشين ضمن قرى مديرية الغربية.
ذكرة القرية في تعداد 1882 ضمن جداول قرى مركز كفر الشيخ، ثم ضمن قرى مركز طنطا في تعداد 1897، ووردت ضمن قرى مركز قلين في تعداد 1947، وأخيرا نقلت إدارتها إلى مركز قطور الذي أنشئ في عام 1948.

## السكان
بلغ عدد سكان الشين 23,918 نسمة حسب تقدير عام 2018. توجد كنيسة أرثوذكسية بالقرية تخدم الأقلية المسيحية بها.
| السنة  | 1882 | 1897 | 1907 | 1927 | 1947 | 1960 | 1976   | 1986   | 1996   | 2006   | 2018   |
| ------ | ---- | ---- | ---- | ---- | ---- | ---- | ------ | ------ | ------ | ------ | ------ |
| القرية | 1320 | 4861 | 8815 | 5540 | 7067 | 8969 | 11,594 | 14,656 | 17,795 | 20,937 | 23,918 |

## الأعلام
- وائل جمعة (1975 - ) لاعب كرة قدم سابق في النادي الأهلي ومنتخب مصر.[17]